# Adobe AIR
Adobe AIR (voorheen Adobe Integrated Runtime) is een runtime-environment die ontwikkeld wordt door Adobe. Deze kan gebruikt worden om interactieve internetapplicaties met Adobe-technieken te ontwikkelen, zoals Adobe Flash en Adobe Flex dat bij AIR in combinatie met HTML en AJAX wordt gebruikt.
AIR is verkrijgbaar voor Windows, macOS, iOS, BlackBerry OS en Android. Adobe AIR werd tot en met versie 2.6 ook ondersteund op Linux.

## Geschiedenis
AIR stond voor 10 juni 2007 bekend als Apollo. De tweede bèta werd op 1 oktober 2007 uitgebracht waarna de derde bètaversie volgde op 12 december 2007.

### Versiegeschiedenis
Adobe AIR 1.0 werd uitgebracht op 25 februari 2008. Op 10 juni 2010 werd AIR 2.0 uitgebracht voor Windows, Mac OS X en Linux waarna AIR 2.0 voor Android volgde op 8 oktober 2010. Binnen het jaar volgden AIR 2.5 en AIR 2.6.